# Lista de membros da Royal Society eleitos em 1720
Esta é uma lista de Membros da Royal Society eleitos em 1720.

## Fellows
- Henry Beighton (m. 1743)
- Alexander Cuming (ca. 1690 - 1775)
- Sir Thomas Dereham (ca. 1678 - 1739)
- Pierre des Maizeaux (?1672 - 1745)
- John Douglas (m. 1743)
- Henry Heathcote (m. 1727)
- Friedrich Hoffmann (1660 - 1742)
- Abel Ketelbey (ca. 1676 - m. 1744)
- Richard Manningham (1690 - 1759)
- William Mathew (m. 1752)
- William North (1678 - 1734)
- Jeffrey Palmer (?1700 - 1721)
- David Papillon (1691 - 1662)
- Zachary Pearce (1690 - 1774)
- Henry Pemberton (1694 - 1771)
- Giambattista Recanati (1687 - 1734)
- William Rutty (1687 - ?1730)
- Samuel Sanders (m. 1746)
- William Sherard (1659 - 1728)
- Oliver St John (ca. 1691 - 1743)
- Charles Stuart (ca. 1682 - 1770)
- John Warburton (1682 - 1759)